# گمینا ستردنگ

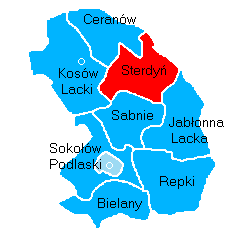
موقعیت این گمینا

گمینا ستردنگ (به لهستانی:  Gmina Sterdyń) یک گمینا در لهستان است که در شهرستان سوکوووف واقع شده‌است. گمینا ستردنگ ۱۳۰٫۰۳ کیلومتر مربع مساحت و ۴٬۳۰۷ نفر جمعیت دارد.